# Huaxiagnathus
Huaxiagnathus orientalis
Genre
Espèce
Huaxiagnathus est un genre éteint de dinosaures théropodes du biote de Jehol, découvert dans la formation géologique d'Yixian (Crétacé inférieur) du nord-est de la Chine.
L'espèce type, et seule espèce, Huaxiagnathus orientalis, a été décrite par S. H. Hwang et ses collègues en 2004.

## Étymologie

Comparaison de taille entre les deux spécimens connus d'Huaxiagnathus et un humain.
L'holotype est figuré en vert.

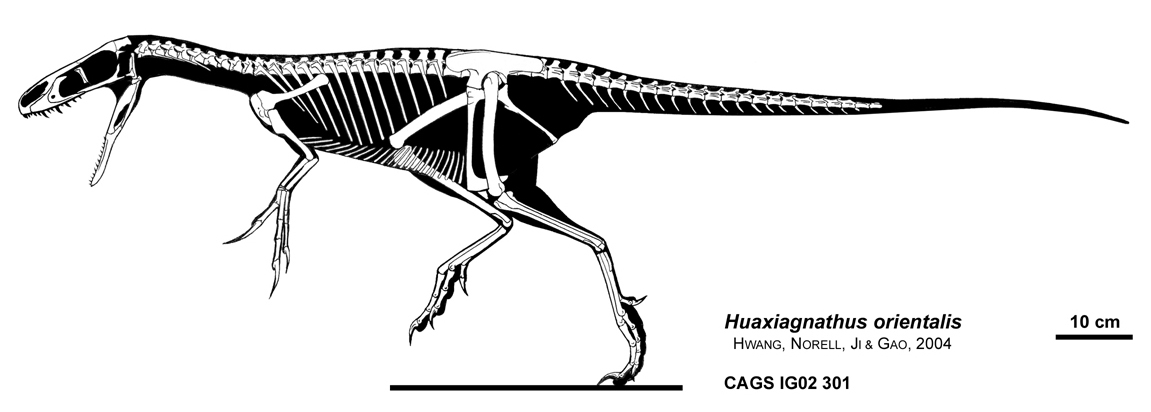
Dessin de la silhouette et du squelette d'Huaxiagnathus.

Le nom de genre Huaxiagnathus est composé du mot du mandarin Hua Xia, 華夏, un mot traditionnel désignant la Chine, et du mot grec gnathos, latinisé en gnathus, signifiant « mâchoire ».

## Découverte
L'holotype, référencé CAGS-IG-02-301, a été retrouvé dans la formation géologique d'Yixian, dans le village de Dabangou, près de Beipiao, dans l'ouest de la province de Liaoning. Il est constitué d'un squelette presque complet. Un plus grand spécimen d'Huaxiagnathus, NGMC 98-5-003, a été découvert dans la même formation, aux environs de Sihetun. Il a cependant été endommagé lors de son extraction, ce qui l'a rendu inutilisable comme holotype.

## Description
Il était un grand représentant de la famille des Compsognathidae, le plus grand spécimen faisant environ 1,80 mètre de long, soit un demi-mètre de plus que Compsognathus.

## Classification
L'analyse cladistique place Huaxiagnathus comme le plus basal des Compsognathidae.